# 元讓
元让（?—?），唐朝雍州武功县（今陕西省武功县）人。
元让弱冠之年明经及第，因为母亲得病不肯为官就任，赡养母亲不出家门数十年。母亲去世，结庐墓侧，蓬发不洗梳，只是吃菜饮水。唐高宗咸亨年间，太子李弘监国，下令表章他的孝行。永淳元年（682年），巡察使表奏元让孝悌卓越，擢升为太子右内率府长史。一年后，回到乡里。乡人有争讼，不到州县，都让元让裁决。武周圣历年间，太子李显召拜他为太子司议郎。武则天召见他说：“卿既能孝于家，必能忠于国。今授此职，须知朕意。宜以孝道辅弼我儿。”元让不久去世。